# Калягин, Александр Александрович
Алекса́ндр Алекса́ндрович Каля́гин (род. 25 мая 1942, Малмыж, Кировская область) — советский и российский актёр театра, кино и озвучивания, кинорежиссёр, театральный режиссёр; народный артист РСФСР (1983), лауреат двух Государственных премий СССР (1981, 1983) и Премии Союзного государства в области литературы и искусства (2006).
Основатель и художественный руководитель московского театра «Et Cetera» (с 1993 года), председатель Союза театральных деятелей России (1996—2023). Член Общественной палаты России (2006—2012). Член партии «Единая Россия» (2003).

## Биография
Родился 25 мая 1942 года в Малмыже Кировской области в семье педагогов Александра Георгиевича Калягина (1895—1942) и Юлии Мироновны Зайдеман (1901—1973). Родители были эвакуированы в Малмыж вместе с Московским областным педагогическим институтом имени Н. К. Крупской, где отец был деканом исторического факультета, а мать заведовала кафедрой французского языка на филологическом факультете. После эвакуации института отец был назначен его директором, но скоропостижно умер в июне 1942 года от инсульта — через месяц после рождения сына, которого мать воспитывала одна.
В 13 лет Александр Калягин написал Аркадию Райкину наивное письмо с массой грамматических ошибок о своём желании стать актёром и нежелании учиться. Аркадий Исаакович ответил на письмо: «Саша, я верю в труд. Что такое труд? Труд — это основа всего для меня…». То самое письмо Александр Калягин прочёл Аркадию Райкину в эфире «Театральных встреч» в 1978 году.
В 1959 году Калягин окончил Московское медицинское училище № 14 по специальности акушер, в течение двух лет работал фельдшером на подстанции № 4, московской станции скорой помощи. В 1965 году Александр окончил Театральное училище имени Б. Щукина и был принят в труппу Театра на Таганке. Однако вскоре он почувствовал, что не вписывается в театральную эстетику Юрия Любимова и в 1967 году перешёл в Театр имени М. Н. Ермоловой. В этом театре он сыграл роль, которую сам считает началом своей артистической карьеры, — Поприщина в «Записках сумасшедшего».
В 1970 году Олег Ефремов пригласил Калягина в «Современник», однако сам вскоре ушёл во МХАТ. В 1971 году вслед за Ефремовым перешёл во МХАТ и Калягин. Среди лучших ролей, сыгранных им на этой сцене, — Тригорин в чеховской «Чайке», Полуорлов в пьесе М. Рощина «Старый Новый год», Лёня Шиндин в пьесе «Мы, нижеподписавшиеся» А. Гельмана, Оргон в мольеровском «Тартюфе», Федя Протасов в «Живом трупе» Л. Толстого.
После раскола МХАТа в 1987 году Александр Калягин остался с Ефремовым в театре, получившем название МХАТ им. Чехова, но в 1991 году покинул его, почувствовав «надвигающийся кризис» театра. В 1992 году создал собственный театр — «Et Cetera» («И Всё Остальное»), который и возглавляет в настоящее время.

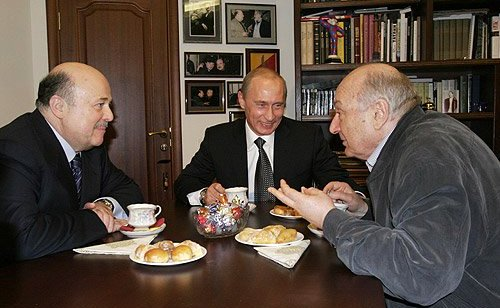
Александр Калягин, Владимир Путин и Михаил Жванецкий в день открытия нового здания театра, 30 ноября 2005 года

В кино Александр Калягин снимается с 1967 года, наиболее известная широчайшей публике роль — Бабс Баберлей (донна Роза д’Альвадорец) в телефильме 1975 года «Здравствуйте, я ваша тётя!». Среди других ролей, составивших имя и репутацию киноактёра — Ванюкин («Свой среди чужих, чужой среди своих», 1974), Колягин («Раба любви», 1975), Франц Маггиль («Вариант „Омега“», 1975), Кусков («Подранки», 1976), Платонов («Неоконченная пьеса для механического пианино», 1977), Полуорлов («Старый Новый год», 1980), Сан Саныч Любомудров («Прохиндиада, или Бег на месте», 1984). Апофеозом работы А. Калягина в кинематографе можно считать образ Павла Ивановича Чичикова («Мёртвые души», 1984), ставший классическим.
Также Калягин известен своими работами в качестве актёра озвучивания. Самой известной его ролью в этом амплуа стал кот Леопольд в одноимённой серии мультфильмов, где он начал работать с третьей серии (в первых двух это делали Андрей Миронов и Геннадий Хазанов). В 2014 году Калягин вернулся к образу Леопольда в продолжении сериала; однако, если в советских сериях он озвучивал и Леопольда, и его врагов-мышат, то в новом сериале мышатам подарили отдельные голоса.
Даже в фильмах, не отмеченных как режиссёрский или сценарный успех (см. ниже), Александр Александрович создавал выпуклые, цельные, запоминающиеся образы персонажей, превосходившие уровень кинолент, иногда составлявшие единственное их достоинство.

### «Et Cetera»
В сентябре 1996 года театр «Et Cetera», до того не имевший своей сценической площадки, получил постоянную сцену в одном из зданий на Новом Арбате. Параллельно Александр Калягин начал лоббировать идею строительства нового здания для театра, которое в результате и было построено в 2005 году по проекту архитектора А. В. Бокова. Разработавший конструкцию здания архитектор А. Великанов обвинил А. Калягина в безвкусии и отказался от своего авторства в связи с искажением первоначального замысла. Архитектурный критик Г. Ревзин сравнил здание театра со «студенческой работой» и «цирком шапито».

## Политические взгляды
Согласно воспоминаниям Юлия Кима, в 1970-е годы Калягин хранил у себя архив «Хроник текущих событий».
В 2003 году вступил в «Единую Россию».
28 июня 2005 года подписал Обращение деятелей культуры, науки, представителей общественности в связи с приговором, вынесенным бывшим руководителям НК ЮКОС. «Письмо пятидесяти» появилось в ответ на другое письмо, в котором другие деятели культуры потребовали признать Михаила Ходорковского политзаключённым. В 2011 году заявил, что не жалеет о том, что в 2005 году поставил свою подпись под данным письмом.
6 февраля 2012 года был официально зарегистрирован как доверенное лицо кандидата в Президенты РФ Владимира Путина.
Член Московского регионального политического совета «Единой России».
Поддержал вторжение России на Украину, потребовал исключения из членов союза театральных деятелей Михаила Дурненкова за антивоенные высказывания.

## Деятельность на посту председателя Союза театральных деятелей России (1996—2023)

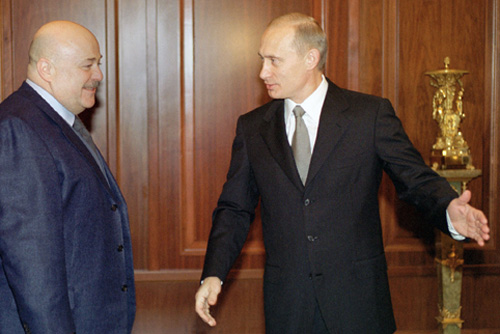
Встреча Владимира Путина с председателем Союза театральных деятелей России Александром Калягиным, 17 октября 2001 года

В октябре 1996 года Калягин был избран председателем Союза театральных деятелей РФ.
Является художественным руководителем проекта «Международная летняя театральная школа СТД», который с 2007 года ежегодно собирает в Звенигороде молодых профессиональных актёров.

### Капитальный ремонт Дома ветеранов сцены имени М. Г. Савиной
По экспертным оценкам на комплексный капитальный ремонт, реконструкцию и реставрацию Дома ветеранов сцены имени М. Г. Савиной требовались средства, которыми Союз театральных деятелей России не располагал.
Во время обсуждения планов реконструкции Дома ветеранов сцены в 2006 году разгорелся скандал, связанный с намерением председателя Союза театральных деятелей А. Калягина продать часть территории компании Система-Галс и построить на территории памятника федерального значения жилой дом. Соглашению СТД и Система-Галс воспротивились ветераны сцены и ряд театральных деятелей. Ситуация дошла до Президента В. В. Путина, распорядившегося разобраться в конфликте и пообещавшего выделить средства на ремонт Дома ветеранов из бюджета. В результате вмешательства Президента Система-Галс отказалась от планов строительства жилого дома, безвозмездно перечислив Союзу театральных деятелей, в чьём ведении находится Дом ветеранов, на проведение ремонта 5 миллионов долларов (132 миллиона рублей). Губернатор Санкт-Петербурга В. Матвиенко предлагала передать Дом на городской баланс, однако А. Калягин высказался против этого, так как, по его мнению, в таком случае Дом ветеранов сцены потеряет своё творческое лицо и станет просто городским учреждением. Калягин счёл одну из публикаций «Петербургского театрального журнала» оскорбительной для его чести и достоинства, оценив ущерб в полмиллиона рублей. Однако суд уменьшил эти требования, взыскав с «Петербургского театрального журнала» один рубль, а с журналистки журнала Марины Дмитревской — одну тысячу рублей.
2 мая 2013 года перед завершением реконструкции Дом ветеранов сцены посетил Владимир Путин. Александр Калягин рассказал Президенту РФ о ходе работ и их результатах: были отремонтированы не только здания, но воссозданы по старинным чертежам люстры и другие элементы интерьера, расчищены старинные росписи, выполненные иконописцами школы В. Васнецова. Была восстановлена домовая церковь, уничтоженная в 1930 году. Патриарх Московский и всея Руси Кирилл освятил храм 28 мая 2013 года, в день торжественного открытия отреставрированного Дома ветеранов сцены им. М. Г. Савиной. Переезд ветеранов из Дома творчества «Комарово», в котором они жили в период реконструкции, состоялся в октябре 2013 года. 25 октября 2013 года Председатель Союза театральных деятелей России Александр Калягин и Управляющий делами Президента РФ Владимир Кожин посетили Петербургский Дом ветеранов сцены имени М. Г. Савиной и участвовали в празднике новоселья. Дом ветеранов сцены передан на баланс и в оперативное управление Управлению делами Президента Российской Федерации. Федеральное государственное бюджетное учреждение «Дом ветеранов сцены имени М. Г. Савиной (пансионат)» Управления делами Президента Российской Федерации.
В декабре 2023 года ушёл с поста председателя союза. Преемником стал артист Владимир Машков.

## Личная жизнь

### Семья
- Отец — Александр Георгиевич Калягин (1895—1942), декан исторического факультета Московского областного педагогического института (МОПИ).
- Мать — Юлия Мироновна Зайдеман (1901—1973), заведующая кафедрой французского языка МОПИ[31]; в 1930-е годы работала также переводчиком-референтом[32][33][34] (помимо французского, свободно владела идишем, английским и немецким языками)[35].
- Бабушка — Хая-Мира Берковна (Мария Борисовна) Зайдеман (урождённая Арест, 1876—1940)[36]. Дед — звенигородский мещанин Меер Беркович (Мирон Борисович) Зайдеман, часовых и ювелирных дел мастер, владелец московских магазинов «Ювелирные вещи» в доме Брюсовых на Цветном бульваре[37], доме Потехина на Троицкой улице[38] и доме Поляковой на 2-й Мещанской улице[39].
- Первая жена — Татьяна Фёдоровна Корунова (1941—1972), актриса, умерла от рака[40].
  - Дочь Ксения (род. 1967), живёт в Нью-Йорке.
    - Внук Мэтью (2001), в дополнение к средней школе учился также в воскресных русской и еврейской школах[41].
    - Внучка Анна-Полина Кендалл (2011), удочерена в четырёхмесячном возрасте из детского дома.
- Вторая жена — Евгения Константиновна Глушенко (род. 1952), актриса.
  - Сын Денис (род. 1980), журналист, учился в частной школе «Джордж-скул[англ.]» под Ньютоном[англ.] (недалеко от Филадельфии)[42][43].
- Тётя — Эсфирь Мироновна Зайдеман-Конюс (1896—1964), врач-педиатр[44] и историк медицины, доктор медицинских наук, заведующая кафедрой истории медицины Центрального института усовершенствования врачей[41][45][46]; её муж — экономист Александр Александрович Конюс[47][48].
- Дядя — Илья Миронович Горский-Зайдеман (1904—1939, расстрелян)[35], инженер-химик и комсомольский деятель, выпускник МВТУ (1929)[49], в 1921 году возглавил первый пленум Марийского организационного комитета Российского коммунистического союза молодёжи и был избран первым ответственным секретарём Марийского областного комитета РКСМ[50], начальник первой советской лаборатории по разработке боевых отравляющих веществ на химическом заводе № 51, кавалер ордена Ленина[51][52].

### Увлечения
Болеет за московский футбольный клуб «Спартак».

## Творчество

### Актёрские работы в театре

#### Московский театр драмы и комедии на Таганке
- 1965 — «Десять дней, которые потрясли мир» Д. Рида; режиссёр Ю. Любимов — Инвалид / Крестьянин / Солдат / Оратор / Министр
- 1966 — «Жизнь Галилея» Б. Брехта; режиссёр Ю. Любимов — Галилео Галилей
- 1966 — «Только телеграммы» В. Осипова; режиссёр Теодор Вульфович — Губин
- 1967 — «Дознание» П. Вайса; режиссёр П. Фоменко

#### Московский драматический театр имени М. Н. Ермоловой
- 1967 — «Лейтенант Шмидт» Д. Самойлова; режиссёр В. Комиссаржевский — тюремный связник
- 1968 — «Записки сумасшедшего» Н. Гоголя; режиссёр Юна Вертман — Поприщин
- 1968 — «Стеклянный зверинец» Т. Уильямса; режиссёр Каарин Райд — Джим О’Коннор
- 1969 — «Месть» А. Фредро; режиссёр Ежи Красовский — Папкин
- 1969 — «Месяц в деревне» И. Тургенева; режиссёр Е. Еланская — Аркадий Сергеич Ислаев

#### Московский Художественный театр имени А. П. Чехова
- 1973 — «Сталевары» Геннадия Бокарева; режиссёр О. Ефремов — Мастер
- 1973 — «Старый Новый год» М. Рощина; режиссёр О. Ефремов — Пётр Полуорлов
- 1974 — «Похожий на льва» Р. Ибрагимбекова; режиссёр Владимир Салюк — Мурад
- 1975 — «Заседание парткома» А. Гельмана; режиссёр О. Ефремов — Григорий Иванович Фроловский, старший диспетчер
- 1976 — «Муж и жена» М. Рощина; режиссёр Р. Виктюк — отец Алёши
- 1976 — «Уходя, оглянись» Э. Володарского; режиссёр Е. Радомысленский — Фёдор Иванович
- 1977 — «Дачники» М. Горького; режиссёр Владимир Салюк — Шалимов
- 1977 — «Обратная связь» А. Гельмана; режиссёр О. Ефремов — толкач
- 1979 — «Мы, нижеподписавшиеся» А. Гельмана; режиссёр О. Ефремов — Лёня Шиндин, главный диспетчер СМУ «Сельхозстрой»
- 1979 — «Кино» И. Чурка; режиссёр Иштван Хорваи — Сердахеи-Киш, ассистент режиссёра
- 1980 — «Чайка» А. Чехова; режиссёр: О. Ефремов — Тригорин
- 1981 — «Так победим!» М. Шатрова; режиссёр: О. Ефремов — Ленин
- 1981 — «Тартюф» Мольера; режиссёр А. Эфрос — Оргон
- 1982 — «Живой труп» Л. Толстого; режиссёр А. Эфрос — Фёдор Васильевич Протасов
- 1986 — «Тамада» А. Галина; режиссёр: Кама Гинкас — Симон
- 1987 — «Перламутровая Зинаида» М. Рощина; режиссёр О. Ефремов — Табак
- 1995 — «Трагики и комедианты» В. Арро; режиссёры Николай Скорик, Сергей Сатыренко — Чугуев
- 1997 — «Женитьба» Н. Гоголя; режиссёр Р. Козак — Илья Фомич Кочкарёв

#### АРТель АРТистов Сергея Юрского
- 1992 — «Игроки-XXI» по пьесе Н. В. Гоголя «Игроки» — Утешительный

#### Ленком
- 1995 — «Чешское фото» А. Галина — Павел Раздорский

#### Et cetera
- 1994 — «Руководство для желающих жениться» по произведениям А. Чехова; режиссёр Владимир Салюк — вдовец
- 1998 — «Навсегда-навсегда» К. Драгунской; режиссёр А. Калягин — папа Сергея Крюксона
- 1998 — «Лица» по рассказам А. Чехова; режиссёр А. Калягин
- 1998 — «Смуглая леди сонетов» Б. Шоу; режиссёр Р. Козак — Шекспир
- 1999 — «Дон Кихот» Сервантеса; режиссёр Александр Морфов — Дон Кихот
- 2000 — «Шейлок» У. Шекспира; режиссёр Р. Стуруа — Шейлок
- 2001 — «Король Убю» А. Жарри; режиссёр Александр Морфов — Папаша Убю
- 2002 — «Последняя запись Крэппа» С. Беккета; режиссёр Р. Стуруа — Крэпп
- 2005 — «Смерть Тарелкина» А. Сухово-Кобылина; режиссёр Оскарас Коршуновас — Максим Кузьмич Варравин / Капитан Полутатаринов
- 2006 — «Подавлять и возбуждать» М. Курочкина; режиссёр А. Калягин — Хороший актёр
- 2010 — «Буря» У. Шекспира; режиссёр Р. Стуруа — Просперо, законный герцог Миланский
- 2012 — «Ничего себе местечко для кормления собак» Тарика Нуи; режиссёр Р. Стуруа — старик Гарбо

### Режиссёрские работы в театре
- 1996 — «Лекарь поневоле» Мольера (Et cetera)
- 1998 — «Лица» по рассказам А. Чехова
- 2006 — «Подавлять и возбуждать» М. Курочкина
- «Чехов. Акт III» («Пантер», Париж, Франция)
- «Ревизор» Н. Гоголя («Элдред», Кливленд, США)
- «Мы, нижеподписавшиеся» (Анкара, Турция)

### Актёрские работы в кино
- 1967 — Николай Бауман — представитель Московского комитета партии
- 1971 — Преждевременный человек — Букеев
- 1972 — Заячий заповедник — Сермягин[54]
- 1972 — Пятнадцатая весна — Астахов
- 1973 — Каждый день доктора Калинниковой — Красик
- 1973 — Чёрный принц — Даниил Аркадьевич Бийчук (Даник)
- 1974 — Свой среди чужих, чужой среди своих — Ванюкин, железнодорожник
- 1974 — Чудо с косичками — тренер Светланы Кропотовой
- 1975 — Вариант «Омега» — штурмбаннфюрер СС Франц Маггиль
- 1975 — Здравствуйте, я ваша тётя! — Бабс Баберлей, бродяга, играющий роль донны Розы д’Альвадорец
- 1975 — Ярослав Домбровский — полковник Тучолко
- 1975 — Маленькие зверюшки Антони ван Левенгука (короткометражка) — Антони ван Левенгук
- 1975 — Раба любви — Александр Александрович Колягин[55], режиссёр
- 1976 — Жизнь и смерть Фердинанда Люса — Шварцман, продюсер
- 1976 — Подранки — Денис Николаевич Кусков, архитектор
- 1976 — Принцесса на горошине — Король
- 1977 — Неоконченная пьеса для механического пианино — Михаил Васильевич Платонов
- 1977 — В профиль и анфас — Николай Петрович Чередниченко
- 1977 — Кукла / Lalka (Польша) — русский купец Сузин
- 1977 — Смятение чувств — Виктор Семёнович, отец Нади
- 1977 — Фантазии Веснухина — Николай Олегович, директор школы
- 1978 — Дети как дети — Игорь Владимирович, хирург, отец Оли
- 1979 — Верой и правдой — Владик Минченко
- 1979 — Несколько дней из жизни И. И. Обломова — Тарантьев[56][57][58] (роль не вошла в окончательную версию фильма)[56][58]
- 1979 — Допрос — Сейфи Ганиев, капитан-следователь
- 1980 — Адам женится на Еве — адвокат
- 1980 — Назначение — Николай Степанович Куропеев / Муравеев
- 1980 — Старый Новый год — Пётр Николаевич Полуорлов
- 1981 — И с вами снова я — Василий Андреевич Жуковский
- 1981 — Перед закрытой дверью — Дашдамиров (Азербайджанфильм)
- 1981 — Сказка, рассказанная ночью — голландец Михель
- 1983 — Кое-что из губернской жизни — Повидон Максимович, муж Кати / Хирин, бухгалтер / Апломбов / Вихленев
- 1983 — Парк — Гена
- 1984 — Мёртвые души — Павел Иванович Чичиков
- 1984 — Прохиндиада, или Бег на месте — Александр Александрович Любомудров (Сан Саныч)
- 1986 — Последняя дорога — Василий Андреевич Жуковский
- 1987 — Крейцерова соната — адвокат
- 1987 — Другая жизнь — Фариз Амирович Рзаев
- 1988 — Большая игра — Соломон Шор
- 1988 — Жизнь Клима Самгина — Митрофанов
- 1989 — Васька — Лазарь Каганович
- 1989 — Комедия о Лисистрате — советник Пробул
- 1990 — Мы странно встретились... — Он
- 1991 — Дело Сухово-Кобылина — Иван Расплюев
- 1991 — Рукопись — писатель
- 1992 — Как живёте, караси? — человечек, глава преступной организации
- 1992 — Ключ — Семён Сидорович, адвокат
- 1992 — Лавка «Рубинчик и…» — «Равви»
- 1993 — Дети чугунных богов — мастер
- 1993 — Я — Иван, ты — Абрам — Мордхе
- 1994 — Прохиндиада 2 — Александр Александрович Любомудров (Сан Саныч)
- 1998 — Чехов и Ко
  - «Забыл» (2-я серия) — Иван Прохорович Гауптвахтов
  - «Дипломат» (5-я серия) — Аристарх Иванович Пискарёв, полковник
  - «Безнадёжный» (8-я серия) — Егор Фёдорович Шмахин
- 2002 — Леди на день — Генри Блейк, судья, жулик
- 2003 — Бульварный переплёт — Жильбер
- 2003 — 2004 — Бедная Настя — Василий Андреевич Жуковский
- 2007 — Руд и Сэм — Семён «Сэм» Иванович

### Телеспектакли
- 1972 — Записки Пиквикского клуба (телеспектакль) (режиссёр А. А. Прошкин) — мистер Сэмюэл Пиквик
- 1974 — Ночь ошибок — мистер Харткестль
- 1978 — Игроки — Ихарёв
- 1981 — Эзоп — Эзоп
- 1985 — Золотая рыбка (телеспектакль) — рассказчик

### Радиоспектакли
- 1976 — «Заседание парткома» А. Гельмана.
- 1980 — «Гаргантюа и Пантагрюэль» Ф. Рабле; режиссёр А. Вилькин — литературно-музыкальная композиция Сергея Муратова.
- 1981 — «Чайка» А. Чехова; режиссёр: О. Ефремов — Тригорин.
- 1988 — «Звёздные дневники Ийона Тихого» — Ийон Тихий.

### Режиссёрские работы в кино
- 1985 — Подружка моя
- 1994 — Прохиндиада 2

### Дискография
- 1983 — «Ребята, давайте жить дружно». Песни кота Леопольда (музыка: Б. Савельев, текст и слова песен: А. Хайт, поёт и читает А. Калягин, музыку исполняет ансамбль «Мелодия») — Мелодия, С52 20151 007, С52 20153 001 (на двух пластинках-миньонах).

### Радио
- Авторская программа «Отзвуки театра» на Радио России

## Озвучивание

### В фильмах
- 1974 — Агония — читает текст от автора
- 1975 — У самого Чёрного моря — читает текст от автора
- 1977 — Транссибирский экспресс — озвучивал Асанали Ашимова

### В мультфильмах
- 1977 — Кто я такой? — читает текст от автора
- 1979 — Сказка сказок — Волчок
- 1981 — Клад кота Леопольда — все роли
- 1981 — Телевизор кота Леопольда — все роли
- 1982 — Прогулка кота Леопольда — все роли
- 1982 — День рождения Леопольда — все роли
- 1983 — Лето кота Леопольда — все роли
- 1984 — Кот Леопольд во сне и наяву — все роли
- 1985 — Рикэ-хохолок
- 1985 — Чертёнок с пушистым хвостом — папа-Кот
- 1986 — Поликлиника кота Леопольда — все роли
- 1987 — Автомобиль кота Леопольда — все роли
- 1987 — Муму — читает текст от автора
- 1987 — Диалог. Крот и яйцо — Крот
- 1993 — Бобе майсес (Бабушкины сказки) — рассказчик[59]
- 2014 — Новые приключения кота Леопольда — кот Леопольд

## Награды и звания
- Заслуженный артист РСФСР (26 января 1978 года)
- Народный артист РСФСР (1983 год)
- Государственная премия СССР (1981 год) — за исполнение роли Сейфи Ганиева в фильме «Допрос» (1979)
- Государственная премия СССР (1983 год) — за исполнение роли В. И. Ленина в спектакле «Так победим!» во МХАТе
- Премия Правительства Российской Федерации имени Фёдора Волкова за вклад в развитие театрального искусства Российской Федерации (22 декабря 2020 года)[60]
- Орден «Знак Почёта» (14 ноября 1980 года) — за большую работу по подготовке и проведению Игр XXII Олимпиады[61]
- Орден «За заслуги перед Отечеством» II степени (18 мая 2017 года) — за большой вклад в развитие отечественной культуры и искусства, средств массовой информации, многолетнюю плодотворную деятельность[62]
- Орден «За заслуги перед Отечеством» III степени (3 октября 2007 года) — за большой вклад в развитие театрального искусства, многолетнюю творческую и общественную деятельность[63]
- Орден «За заслуги перед Отечеством» IV степени (15 апреля 2002 года) — за выдающийся вклад в развитие отечественного искусства[64]
- Орден Почёта (16 апреля 2012 года) — за большие заслуги в развитии отечественной культуры и искусства, многолетнюю плодотворную деятельность[65]
- Благодарность Президента Российской Федерации (11 июля 1996 года) — за активное участие в организации и проведении выборной кампании Президента Российской Федерации в 1996 году[66]
- Почётная грамота Правительства Москвы (14 мая 2002 года) — за большие творческие достижения в развитии театрального искусства и в связи с 60-летием со дня рождения[67]
- Почётная грамота Московской городской думы (12 июля 2017 года) — за заслуги перед городским сообществом и в связи с юбилеем[68]
- премия «Золотая маска» (2003 год) — за исполнение роли Папаши Убю (в номинации «Лучшая мужская роль»)
- Национальная премия «Музыкальное сердце театра» в номинации «Лучший продюсер» (2009 год) — за постановку мюзикла «Продюсеры» (вместе с Давидом Смелянским)
- Премия Союзного государства в области литературы и искусства (2006)[69]
- Международная премия «Балтийская звезда» (2019)[70].
- Заслуженный деятель искусств Чеченской Республики (18 сентября 2019 года) — за значительный вклад в развитие отечественной культуры и искусства, многолетнюю творческую и общественную деятельность, активное плодотворное сотрудничество[71][72]
- Почётная грамота Республики Дагестан (24 сентября 2007 года) — за большой вклад в укрепление дружественных связей между народами, сохранение и пропаганду русского художественного наследия[73]
- Почётный гражданин Кировской области (27 ноября 2014 года) — за выдающиеся заслуги в области культуры и искусства, значительный вклад в развитие учреждений культуры и дополнительного образования детей Кировской области[74]
- Самарский крест (Общественный совет Болгарии, 2016 год)[75]